# Duomo di Abano Terme
La chiesa di San Lorenzo Martire è il duomo e la principale parrocchiale di Abano Terme, in provincia e diocesi di Padova; fa parte del vicariato di Abano Terme.

## Storia
Il territorio dove è posizionata la chiesa era stato luogo di centuriazione romana e ricerche archeologiche indicherebbero la prima presenza sul luogo di un tempietto paleocristiano o una sepoltura romana. L'intitolazione del luogo di culto cristiano a san Lorenzo conferma la sua presenza molto antica, il santo infatti è tra i santi dalla devozione più arcaica.
Da un documento del 1077 si apprende che ad Abano Terme c'era un'importante pieve con fonte battesimale. La chiesa intitolata al santo spagnolo, risulta citata nell'atto di donazione del 1147 dal vescovo san Bellino di Padova. Il territorio sottoposto a questa pieve era molto vasto e, per questo, alla fine del XIII secolo a fianco del pievano c'erano anche tre chierici.

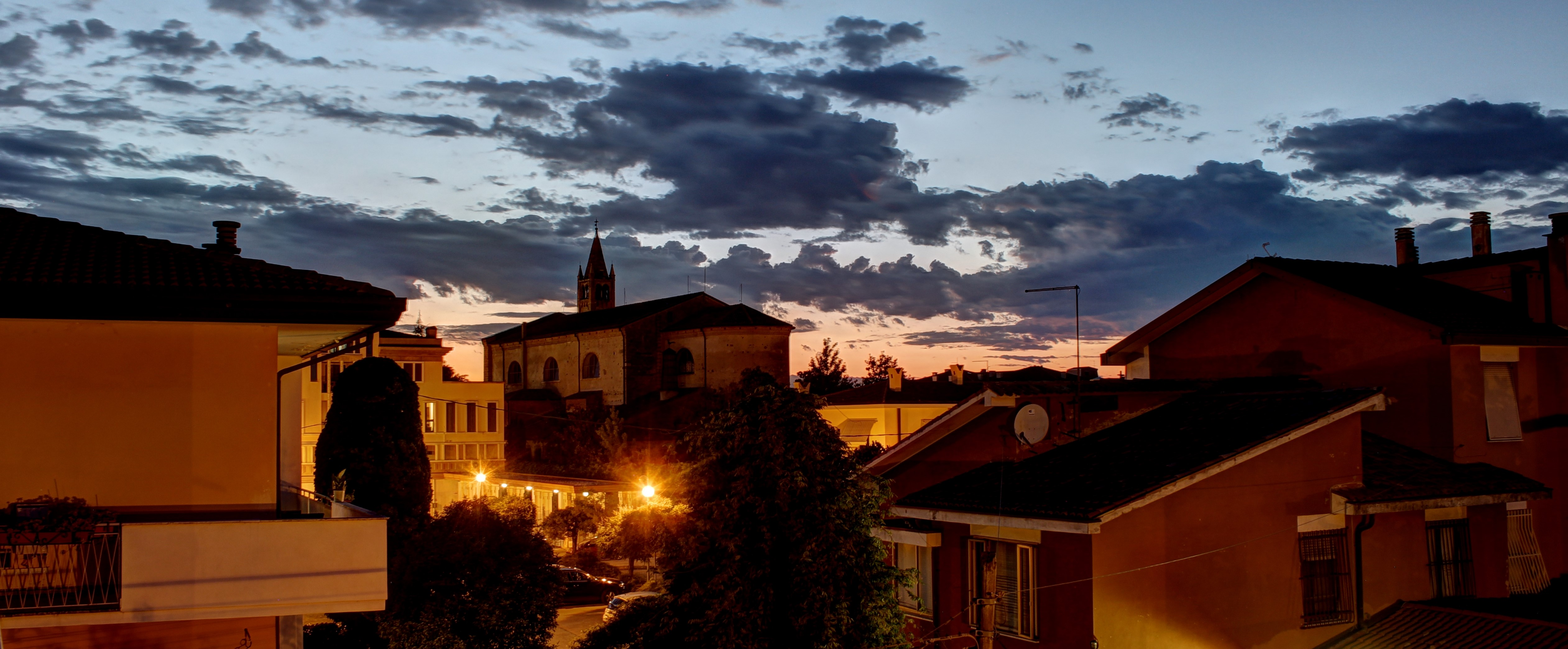
Panoramica del Duomo di Abano Terme di sera

Nel 1314 la chiesa e il paese furono distrutti da Cangrande I della Scala durante la guerra che vide contrapposti i guelfi padovani che non si piegavano a Vicenza, scontri terminanti con la Battaglia di San Pietro del 17 settembre 1314.
L'edificio, a tre navate, fu prontamente riedificato. Dell'antico edificio rimane solo il campanile d'arte gotica, il solo rimasto del periodo sul territorio. Nel 1456 la pieve andò in beneficio dai Mocenigo, alla nobile famiglia dei Capodilista, che pure lasciando la cura della dottrina ai sacerdoti, e restando laica, aveva il diritto di nomina dei preti, diritto che mantenne sino al 1564, quando, in conseguenza al Concilio di Trento dovette adeguarsi ai nuovi regolamenti, lasciando la nomina al vescovo.
I lavori di costruzione del duomo a navata unica, su progetto di Domenico Cerato, iniziarono nel 1780, con la posa della prima pietra il 15 maggio, lavori che però ebbero un lungo rallentamento. L'edificio poté essere completato solo alla fine del XIX secolo e consacrato solo nel 1935. La facciata, che era stata costruita in stile neoclassico nel 1905, venne rifatta nel 1967 in stile neoromanico.

## Descrizione

### Esterno

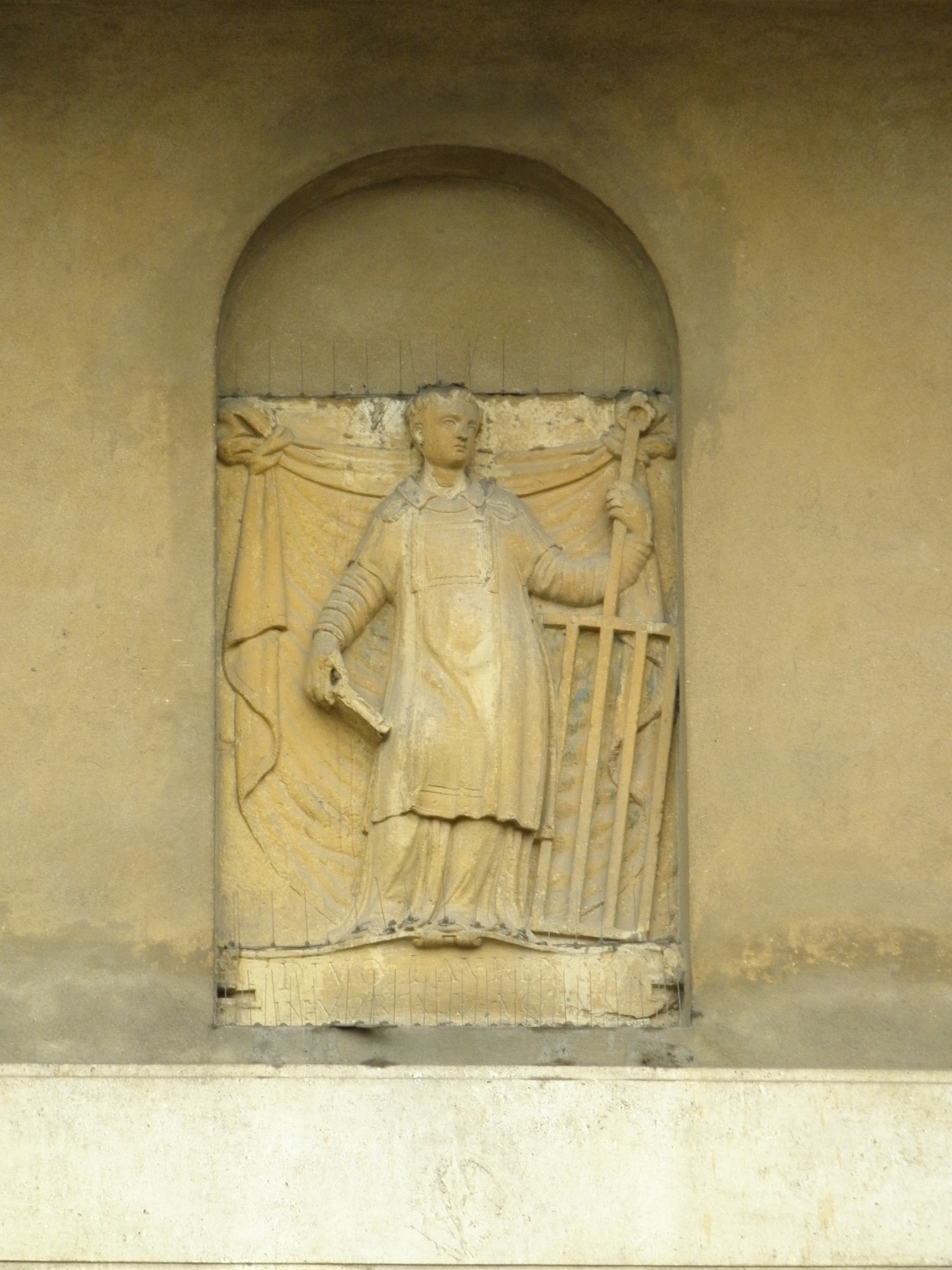
Bassorilievo di San Lorenzo sopra il portale laterale

La facciata fu modificata nel 1905 in stile neoclassico-palladiano facendole perdere quella caratteristica in mattoni che però la faceva apparire non conclusa. La nuova facciata aveva colonne, lesene, e capitelli, risultando però un'architettura lontana da quella che doveva essere la sua originale e poco consona a quella dell'antico campanile. Per questo motivo, nel 1967 venne nuovamente, completamente rifatta su progetto di Efrem Ferrari di Trento in neo-romanico
Sulla facciata sono poste quattro sculture raffiguranti opere di Luigi Strazzabosco raffiguranti gli elementi che caratterizzano i quattro evangelisti: il bue, l'aquila, il leone e l'angelo. Centrale il grande portone d'accesso opera ferrea del trevisano Toni Benetton, disegno ripreso nelle inferriate delle tre finestre poste sulla parte superiore.
Sui gradini di accesso vi è un'antica vera da pozzo in marmo bianco a testimonianza di quanto valore ha sempre avuto l'acqua termale cittadina.

### Campanile
La torre campanaria, posta a sinistra della facciata anticipandola, è la sola parte dell'edificio che mantiene l'originaria conformazione gotica del X secolo. I primi cinque metri sono conformati in trachite, risalente alla costruzione primitiva, per la base e del 1314 la parte superiore che fu elevata dalla famiglia dei Mocenigo che godeva del giuspatronato.

### Interno
L'interno è a unica navata con sei altari laterali. 
Quello maggiore è arredato dal ciborio del Santissimo Sacramento e sulla controfacciata due statue provenienti dalla distruzione della chiesa padovana di Sant'Agostino raffiguranti la Fede e la Speranza realizzati da Domenico e dal figlio Tommaso Allio, e acquistate prima del 1822 dall'arciprete Gaspare Motti.

Le tele degli altari hanno datazioni differenti. Di Alessandro Maganza è il seicentesco dipinto: San Giovanni Battista, e del medesimo periodo le tela di Antonio Zanchi raffigurante San Giuseppe col Bambino. Datata 1712 la tela di Bartolomeo Litterinicon la Flagellazione di Cristo, mentre sono due le pitture del Pitocchetto: Cristo in gloria con santi e San Lorenzo.

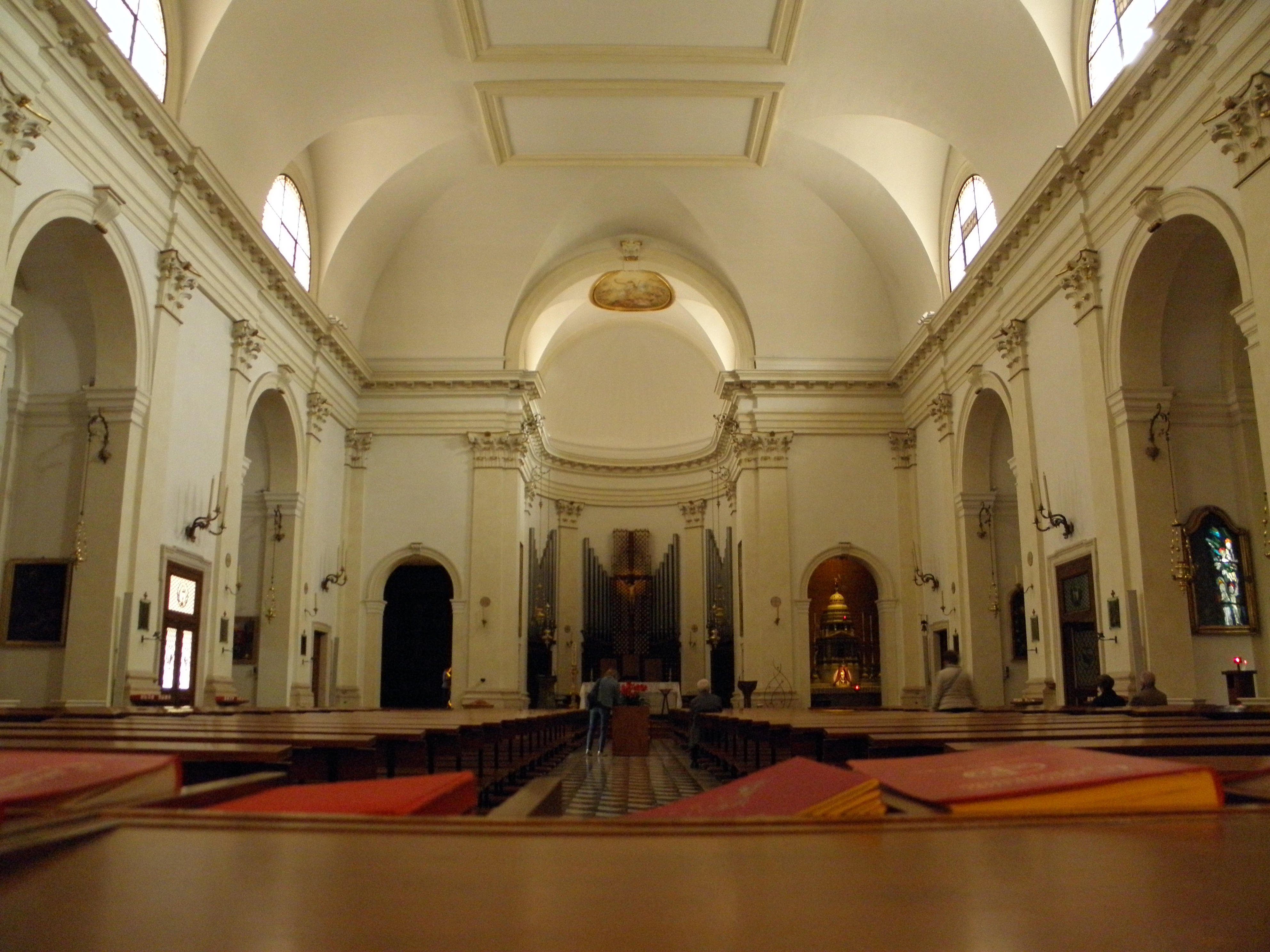
Duomo di San Lorenzo, interno con organo

#### L'organo
L'organo posto in una grande nicchia sulla parte terminale del presbiterio, era stato realizzato dalla ditta artigiana Tamburini di Crema nel 1967 e collocato sul lato del presbiterio. Il primo organo era composto da due tastiere, mentre la terza fu aggiunta nel 1975 sempre dalla medesima ditta di organari, ma su progetto del direttore del Conservatorio Cesare Pollini di Padova e organaio Wolfando Dalla Vecchia, ampliamento che obbligò alla nuova collocazione. Nel 1999 l'organo vide un nuovo restauro a opera della ditta Diego Bonato su progetto del musicista Francesco Finotti, con una revisione completa di tutto il meccanismo. L'organo è composto da 3600 canne e 48 registri, con la consolle originaria Tamburini del 1975.